# تاتیانا چوردا
تاتیانا چوردا (انگلیسی: Tatiana Cheverda؛ زادهٔ ۲۹ اوت ۱۹۷۴) بازیکن فوتبال اهل روسیه است.
وی همچنین در تیم ملی فوتبال زنان روسیه بازی کرده‌است.